# James Cluskey
James Cluskey nacido el 18 de agosto de 1986 es un tenista profesional irlandés.

## Carrera
Su ranking más alto a nivel individual fue el puesto N.º 801, alcanzado el 5 de noviembre de 2007. A nivel de dobles alcanzó el puesto N.º 145 el 9 de septiembre de 2013.
Hasta el momento ha obtenido 2 títulos de la categoría ATP Challenger Series, todos ellos en modalidad de dobles.

### Copa Davis
Desde el año 2006 es participante del Equipo de Copa Davis de Irlanda. Tiene en esta competición un récord total de partidos ganados/perdidos de 1/7 (0/0 en individuales y 1/7 en dobles).

## Títulos; 2 (0 + 2)
| Leyenda                        | Individuales | Dobles |
| ------------------------------ | ------------ | ------ |
| Grand Slam (tenis)\|Grand Slam | 0            | 0      |
| ATP World Tour Finals          | 0            | 0      |
| ATP World Tour Másters 1000    | 0            | 0      |
| ATP World Tour 500 Series      | 0            | 0      |
| ATP World Tour 250 Series      | 0            | 0      |
| ATP Challenger Series          | 0            | 2      |

### Dobles
| N.º | Fecha      | Torneo                  | Superficie | Compañero            | Oponentes en la final             | Resultado      |
| --- | ---------- | ----------------------- | ---------- | -------------------- | --------------------------------- | -------------- |
| 1.  | 13.07.2013 | Challenger de Estambul  | Dura       | Fabrice Martin       | Brydan Klein Ruan Roelofse        | 3-6, 6-3, 10-5 |
| 2.  | 28.07.2013 | Challenger de Guimarães | Dura       | Maximilian Neuchrist | Roberto Ortega Ricardo Villacorta | 6-75, 6-2 10-8 |